# SPD-SL
SPD-SL(Shimano Pedaling Dynamics-Super Light)とは、シマノが製造するビンディングシューズおよびビンディングペダル、クリートの規格のことである。
2002年発売。元々、当時シマノと契約下にあったランス・アームストロングのために開発された経緯があり、開発コードも「PDランス」だった。そのため構造としては、ランスが愛用していたシマノの旧型製品・PD-7401（LOOKのパテント品）に近い。当時のSPD-Rと比較しての特徴としては、ランスの好みに合わせてサイズ感を維持しつつ軽量化するため、大々的にエンジニアリングプラスチックを導入したことが挙げられる。
ロードバイク用ビンディングペダルとしては後発ながら、2023年時点でUCIワールドツアーに参戦する全18チーム中9チームで使用されており、自転車業界ではLOOK・TIME・SPEEDPLAY（Wahoo）と並んで「ビンディングの四大ブランド」の一角を占めるまでに成長している。

## 特徴
メリット
- SPDと比べ、クリートの大きさが大きく、固定力が高い。[4]
- ロードバイク向けに作られているため、軽量で通気性に優れたものが多い[4]
- ソールがとても硬く、ハイグレードモデルはカーボン製。[4]

デメリット
- クリートが大きく突き出ているため、歩きづらく、ペンギン歩きのようになる。[4]

## クリート
ビンディングシューズの3つ穴に取り付ける。
赤、青、黄があり、それぞれの違いはペダルに固定したときの可動域の広さであり、個人の身体的特徴やライディングスタイルに合わせて選択することができる。
黄が一番可動域が広くフロートレンジ6度(左右に3度)、青色がフロートレンジ2度、赤がフロートレンジなし(固定)となっている。